# جيرهارد تومسن
جيرهارد تومسن (بالألمانية: Gerhard Thomsen)‏ هو رياضياتي ألماني، ولد في 23 يونيو 1899 في هامبورغ في ألمانيا، وتوفي في 4 يناير 1934 في Papendorf (Warnow) ‏ في ألمانيا.